# Inezia tenuirostris
El piojito picofino (Inezia tenuirostris), también denominado atrapamoscas de pico ténue (en Venezuela), tiranuelo diminuto (en Colombia) o inezia de pico ténue,  es una especie de ave paseriforme de la familia Tyrannidae perteneciente al género Inezia. Es nativo del litoral caribeño del norte de América del Sur.

## Distribución y hábitat
Se distribuye en una restringida área desértica del extremo noreste de Colombia (noreste de Magdalena, La Guajira) y noroeste de Venezuela (Zulia, Falcón, Lara, Yaracuy).
Esta especie es considerada común en sus hábitats naturales: los matorrales y bosques secos hasta los 800 m de altitud.

## Sistemática

### Descripción original
La especie I. tenuirostris fue descrita por primera vez por el ornitólogo estadounidense Charles Barney Cory en 1913 bajo el nombre científico de subespecie Camptostoma pusillum tenuirostris; su localidad tipo es: «Río Aurare, este de Maracaibo, Venezuela». El holotipo, un macho adulto recolectado el 12 de enero de 1911, se encuentra depositado en el Museo Field de Historia Natural en Chicago, bajo el número FMNH 43466.

### Etimología
El nombre genérico femenino «Inezia» conmemora a Enriqueta Inez Cherrie (1898-1943) hija del ornitólogo estadounidense autor del género George Kruck Cherrie; y el nombre de la especie «tenuirostris», se compone de las palabras del latín «tenuis» que significa ‘esbelto’, y «rostris» que significa ‘pico’.

### Taxonomía
Debido a sus diferencias, tal vez merecería un género propio u otra posición dentro de la familia. Es monotípica.